# Orochion
Orochion é um gênero de mariposa pertencente à família Acrolepiidae.